# Mysis oculata
Mysis oculata is een aasgarnalensoort uit de familie van de Mysidae. De wetenschappelijke naam van de soort is, als Cancer oculatus, voor het eerst geldig gepubliceerd in 1780 door Otto Fabricius.